# Kampfgeschwader 200
Kampfgeschwader 200 foi uma unidade aérea especial da Luftwaffe, que prestou serviço durante a Segunda Guerra Mundial. Esta unidade secreta tinha como objectivo realizar voos de reconhecimento aéreo, voos de teste em aeronaves alemãs e em aeronaves capturadas ao inimigo, e missões especiais que lhe eram atribuídas. Várias vezes ela foi escolhida para realizar operações de transporte ou bombardeamento muito difíceis e voos de reconhecimento de longa distância.

## Comandantes
- Oberst Heinz Heigl, Fevereiro de 1944 - Novembro de 1944[5]
- Oberstleutnant Werner Baumbach, 15 de Novembro de 1944 - 6 de Março de 1945[5]
- Major Adolf von Hernier, 6 de Março de 1945 - 25 de Abril de 1945[5]